# Kongeskibet Dannebrog (A540, 1932-)
 For alternative betydninger, se Kongeskibet Dannebrog. (Se også artikler, som begynder med Kongeskibet Dannebrog)
Kongeskibet Dannebrog (Pennantnummeret A540 ej påmalet) blev bygget på Orlogsværftet i København som afløser for det forrige kongeskib, hjuldamperen Dannebrog, som var fra 1879 og var kongeskib indtil 1931. Kongeskibet har dermed heddet Dannebrog siden 1912, men det er altså to forskellige skibe, der har delt navnet.
Det nuværende Dannebrog er tegnet af N. K. Nielsen og blev søsat i 1931. Skibet er navngivet af Dronning Alexandrine og tjener nu som officiel og privat residens for regenten samt medlemmer af den kongelige familie når de er på sommertogt i de hjemlige farvande eller på officielt besøg i udlandet.
Skibets skrog er bygget af stål i nittet konstruktion på et tværskibs spantesystem. Skibet har klipperstævn og elliptisk hæk. Kongeskibet er delt i to sektioner: Foran skorstenen er der plads for besætningen, last og hovedmotorer. Agter for skorstenen er den kongelige afdeling, som indeholder monarkens arbejdsværelser, spisesalon, fællessalon, rygesalon og de Kongelige suiter med mere.
Skibets bov har et ornament af blade med en lille krone over.
Kongeskibet Dannebrog er en selvstændig kommando, som administreres af Kongens jagtkaptajn, der er medlem af Kongens hofstab. Dannebrogs fulde besætning består af 9 officerer, 7 sergenter, 2 konstabler og 39 værnepligtige, som alle er håndplukket til opgaven. Siden 1932 har skibet tilbagelagt over 800.000 sømil og besøgt hovedparten af havnene i Danmark, Grønland og Færøerne samt mange Europæiske og oversøiske havne.
Indledning og afslutning af Kongeskibet Dannebrogs årlige sæson markeres med salut fra Batteriet Sixtus, der afgives, når majestæten om foråret går om bord på Dannebrog, og når majestæten i sensommeren atter går fra borde. Når kommandoen stryges bliver Kongeskibet lagt op for vinteren til vintervedligeholdelse på Flådestation Frederikshavn. Oplægningen for vinteren betyder, at de værnepligtige hjemsendes, eller overgår som konstabler i Søværnets eskadrer. Næste hold værnepligtige på Dannebrog begynder søværnets basisuddannelse hvert år i januar.
Kongeskibet tager som alle sejlende enheder i Søværnet del i farvandsovervågningen og søredningstjenesten, når skibet er til søs.

## Galleri
- Dannebrog besøger Vágur på Færøerne i 2005.
- Dannebrog og kongefamilien aflægger visit i Vágur.
- Dannebrog besøger Sønderborg.
- Den kongelige chalup ved Operaen på Holmen.
- Dannebrog besøger Tórshavn.
- To menige medlemmer af Dannebrogs besætning.